# HootSuite
HootSuite（フートスイート）とはライアン・ホームズが開発したソーシャルメディア管理システムである。
ダッシュボード形式のユーザーインターフェースになっており、
Twitter、Facebook、LinkedIn、Google+、Foursquare、MySpace、WordPress、mixi
といったソーシャルネットワークの統合に対応している。
加えて、HootSuiteのApp Directoryを使ってInstagram、MailChimp、Reddit、Storify、Tumblr、Vimeo、YouTubeを統合することもできる。
2015年10月現在、ユーザー数は900万人以上。

## 歴史
- 2008年、ライアン・ホームズは自身が経営しているデジタルサービスエージェンシーのインヴォーク・メディアで効果的に複数のソーシャルネットワークを管理が出来るツールの必要性を感じていた[8]。市場には該当する製品が存在していないことを認識したホームズはダリオ・メリ、デビッド・テッドマンやインヴォーク社員と共に多くのソーシャルメディアのアカウントやネットワークを管理する事が可能なプラットフォームの開発に着手した[9]。11月28日にブライトキットと呼ばれるTwitterダッシュボード形式である最初のソーシャルメディア管理システムをスタートした[10]。

- 世界中の多くの個人や団体が複数のソーシャルアカウントを管理する手間が必要な問題に直面しており、ホームズはブライトキットをソーシャルネットワークを管理するための他ビジネス向けソリューションにすることを決定した[8]。ブライトキットの立ちあげは非常に前向きな評価を受け、綺麗なインターフェイスやパブリッシング機能が好評だった[11]。

- 2009年2月、プラットフォームの新名称を500ドルの賞金で募集、ダッシュボードの10万人以上のユーザー応募者からのクラウドソース提案も活用した[12]。優勝したのはマット・ナザンというユーザーが応募した愛称の「HootSuite」[13]でダッシュボードのフクロウのロゴである「Owly」に基づくもので「一度」のフランス語表現である「tout de suite」による言葉遊びのようなものだった。2009年11月、HootSuiteダッシュボードは機能拡張としてFaceookとLinkedInの対応強化、Twitterリストが使用出来る機能の追加が行われた[14]。

- 2009年12月、HootSuiteはインヴォーク・メディアから分離され、正式な独立企業であるHootSuite Media, Inc.に移管された。同月、HootSuiteはハーベスト・インタラクティブ・メディア、ブラムバーグ・キャピタル、エンジェル投資家のソーシャル・コンセプツとジオフ・エントレスから190万ドルの[15]、2012年3月にはオンタリオ・ミュニシパル・エンプロイ・リタイアメント・システム(OMERS)のベンチャーキャピタル投資部門であるOMERSベンチャーズより2000万ドルの出資を受けた[16]。OMERSは直接株式を購入していないが、従業員や初期の投資家の一部からセカンダリトランザクションで非公開株を購入したと最高経営責任者のホームズは述べている[17]。

- OMERSによる投資は企業価値を2億ドルに押し上げた。2012年5月、HootSuiteは5000万ドルの調達で企業価値が5億ドルに達したのではないかと噂された[18]。

- 2012年7月、フォーブス誌は従業員の証言として現在200人の社員を抱えていると報じた[19]。

- 2012年9月、Hootsuiteはカスタマーリレーションシップマネジメントシステムで競合サービスであるSeesmicを買収した。SeesmicユーザーはHootsuiteに移行させる計画となっている[20]。

## サービス
提供するサービスは通常オンラインブランドの管理やTwitter、Facebook、Google+、Mixiといった複数のソーシャルメディアサービスに投稿するために使われている。HootSuiteを使用している企業団体にはFacebook、オバマ・アドミッション、ニュージャージー・デビルス、マーサ・スチュワート・メディア、SXSW、Zappos.com、Gap、ロッカーグノーム、LHCがある。また、ユーザーのTwitterアカウント上でアップデートをキープできるブラウザ型のダッシュボードを提供していて、サービスはフルバージョンとライトバージョンの両方がある。そして「ow.ly」という短縮URLをサービスで適用している。

## ビジネス
サービスを運営しているHootSuite Media, Inc.はカナダ、ブリティッシュコロンビア州バンクーバーにあり、ライアン・ホームズが最高経営責任者に就いている。同社のビジネス戦略として、HootSuiteは基本無料で利用出来るが、機能を追加する時は有料版のProにアップグレードする必要が有る。
また、コンデナスト・パブリケーションズ、AOL、バナナ・リパブリック、デルといった通常大手企業が所有しているサービスの最もアクティブなアカウントの3から5%を収益化することを計画している。2010年1月にHootsuiteはインヴォーク・メディアから独立した際にブラムバーグ・キャピタル、ハーベスト・インタラクティブ・メディアといったベンチャーキャピタル企業から200万ドルの投資を受けた。HootSuiteは多言語にローカライズされており、日本語、スペイン語、ポルトガル語、ドイツ語等50以上の言語で利用可能になっている上使用可能言語の追加が計画されている。また自社社員はタイム インコーポレイテッドのような企業やピープル、InStyle、This Old Houseといったタイム社の雑誌とのミーティングを行うことで、メディア企業との、オンラインブランド管理の助けるための交渉を続けている。

## 評価
HootSuiteはマシャブルのOpen Web Awards 2009やCanadian New Media Award、ショーティー・アウォード、オーストラリアのmX紙による「Best Twitter app」を受賞、2012年にはウェビー賞にノミネートされた。

## 参考記事
- "HootSuite for President, Obama that is" at The Vancouver Sun（英語版）